# ダイ・シージエ
ダイ・シージエ（戴 思傑、ラテン文字転記：Dai Sijie, 1954年3月2日 - ）は、中国出身でフランスで活動する映画監督、作家。小説はフランス語で書いている。

## プロフィール
成都市生まれ。原籍は福建省莆田市。10代後半からの数年間、下放された四川省の山村で過ごした後、1984年に政府給費留学生としてフランスに渡り、パリの高等映画学院で学んだ。以降、フランスに在住し、2000年に『バルザックと小さな中国のお針子』で作家デビュー。本作はフランスで40万部のベストセラーとなり、多くの賞を受賞し、世界30か国で翻訳された。2002年には映画化され、自ら監督を務めた。

## 作品

### 監督作品
- 『中国、わがいたみ』 Chine, ma douleur (1989)
- Le mangeur de lune (1994)
- Nguol thùa (1998)
- 『小さな中国のお針子』 (2002)
- 『中国の植物学者の娘たち』 (2005)
- Le paon du nuit (2015)

### 小説
- 『バルザックと小さな中国のお針子』Balzac Et La Petite Tailleuse Chinoise (2000)（新島進訳、早川書房、2002年）
- 『フロイトの弟子と旅する長椅子』Le Complexe de Di (2003)（新島進訳、早川書房、2007年）
- 『月が昇らなかった夜に』Par une nuit où la lune ne s'est pas levée (2007)（新島進訳、早川書房、2010年）
- 『孔子の空中曲芸』L'Acrobatie aérienne de Confucius (2010)（新島進・山本武男訳、早川書房、2010年）